# Universidad de Sídney
La Universidad de Sídney (en inglés: University of Sydney; USYD) es una universidad pública de investigación ubicada en Sídney, Nueva Gales del Sur, Australia. Fundada en 1850, es la universidad más antigua de Australia y Oceanía y es reconocida como una de las principales y más renombradas universidades del país, así como de toda la región de Asia-Pacífico. La universidad ofrece títulos de licenciatura, maestría y doctorado a través de sus ocho facultades académicas y escuelas universitarias. En 2022, la institución contaba con 69.200 alumnos.
El campus central, cuya arquitectura se inspira en la de Oxbridge, yace en las bastas tierras que se extienden por los suburbios de Camperdown y Darlington, al suroeste del distrito financiero central de Sídney. Además, la universidad posee varios otros campus pequeños de organizaciones como el Conservatorio de Música de Sídney, el Colegio de las Artes de Sídney, o la Escuela de Negocios de la Universidad de Sídney.
La universidad ha formado a 8 primeros ministros australianos (más que cualquier otra universidad), incluyendo al actual primer ministro Anthony Albanese, 2 gobernadores generales de Australia, 13 primeros ministros de Nueva Gales del Sur, 26 jueces del Tribunal Supremo de Australia, incluyendo a 5 jueces presidentes, y 9 fiscales generales federales.
Cinco premios Nobel y dos premios Crafoord han sido asociados a la universidad como profesores y alumnos. La universidad también ha producido a 110 becarios Rhodes y 19 becarios Gates.
La Universidad de Sídney es miembro del Grupo de las Ocho, una coalición compuesta por las principales universidades del país, del Consorcio Académico 21, de la Asociación de Universidades de la Cuenca del Pacífico y de la Worldwide Universities Network.

## Historia
En 1848, William Wentworth, un graduado de la Universidad de Cambridge, y Charles Nicholson, un graduado de la Facultad de Medicina de la Universidad de Edimburgo, propusieron en el Consejo Legislativo de Nueva Gales del Sur un plan para expandir al Colegio de Sídney (Sydney College) y convertirlo en una universidad de mayor tamaño. Wentworth formaba parte del consejo gubernamental del Colegio de Sídney y argumentó que una universidad estatal laíca era imperativa para el crecimiento de una sociedad que aspiraba al autogobierno.
Wentworth promovió el acceso universitario en base al meríto en lugar del estatus religioso y social. Fueron necesarios dos intentos de parte de Wentworth para que finalmente se adoptara el plan.
La universidad se estableció mediante el Acta de Universidad de Sídney de 1850 (Nueva Gales del Sur) el 24 de septiembre de 1850, la cual recibió la aprobación del gobernador Charles Fitzroy el 1 de octubre de 1850.
La universidad fue la primera de Australia, además de ser unas de las primeras universidades públicas no confesionales y laícas del Imperio británico.
El 27 de octubre de 1858, la universidad recibió una carta real de la reina Victoria, dándole a los títulos concedidos por la universidad el mismo rango y reconocimiento que a aquellos títulos concedidos por universidades del Reino Unido.
La universidad fue unas de las primeras en el mundo en admitir a las mujeres en igualdad de condiciones con los hombres, haciéndolo a partir de 1881.

## Clasificaciones
La clasificación mundial de universidades QS de 2025 situó a la Universidad de Sídney en el puesto 18 del mundo, el puesto 2 a nivel nacional y el puesto 1 en el estado de Nueva Gales del Sur. Además, en la categoría de sostenibilidad la universidad ocupa el puesto 7 del mundo y el puesto 1 a nivel nacional. Por materias, la clasificación QS 2018 situó a la universidad entre las 50 mejores del mundo en las cinco grandes áreas temáticas:
- 15.ª en Artes y Humanidades
- 39.ª en Ingeniería y Tecnología
- 15.ª en Ciencias de la Vida y Medicina
- 43.ª en Ciencias Naturales
- 14.ª en Ciencias Sociales y Gestión

Además, la Universidad ocupa el 2.º puesto en asignaturas relacionadas con el deporte, el 10.º en anatomía y fisiología, el 11.º en veterinaria, el 12.º en educación, el 14.º en derecho y estudios jurídicos, el 15.º en enfermería, el 16.º en arquitectura, el 18.º en contabilidad y finanzas, el 18.º en lengua y literatura inglesas, el 18.º en medicina y el 18.º en farmacia y farmacología.
El QS Graduate Employability Rankings de 2022 clasificó a los graduados de la Universidad de Sídney como los cuartos más empleables del mundo y los primeros de Australia y la región de Asia-Pacífico.
La clasificación de mejores universidades globales 2024-2025 de U. S. News situó a la universidad en elf puesto 29 del mundo y el puesto 2 de Australia.Además, por áreas temáticas la universidad de sitúa:
- 15.º en Artes y Humanidades
- 22.º en Ciencias de la Computación
- 17.º en Ciencias Sociales y Salud Pública
- 30.º en Educación e Investigación Educativa
- 27.º en Economía y Negocios
- 25.º en Gastroenterología y Hepatología
- 34.º en Ingeniería
- 10.º en Ingeniería Eléctrica y Electrónica
- 31.º en Medicina Clínica
- 36.º en Neurociencia y Conducta
- 22.º en Oncología

La clasificación académica de universidades del THE de 2021 situó a la Universidad de Sídney en el puesto 51 del mundo y en el 2.º de Australia.Por áreas temáticas, la universidad se sitúa:
- 58.ª en Artes y Humanidades
- 37.ª en Clínica, Preclínica y Salud
- 76.ª en Ingeniería y Tecnología
- 47.ª en Ciencias de la Vida
- 97.ª en Ciencias Físicas
- 68.ª en Ciencias Sociales
- 83.ª posición en Economía y Empresa
- 101-125.º lugar en Ciencias de la Computación
- 33.º en Derecho
- 24.º en Educación
- 65.º en Psicología

La clasificación académica de universidades del THE 2020 situó a la Universidad de Sídney en el puesto 51-60 de las más reputadas del mundo y en el 35 del mundo en el Global University Employability Ranking 2020. Según el Impact Rankings 2020 de Times Higher Education, la universidad ocupa el 2.º puesto del mundo.
En la clasificación académica de las universidades del mundo de 2020, publicada por la consultora Shanghai Ranking, la Universidad de Sídney ocupa el puesto 74 y se encuentra entre el 0,7% de las 1000 mejores universidades del mundo.

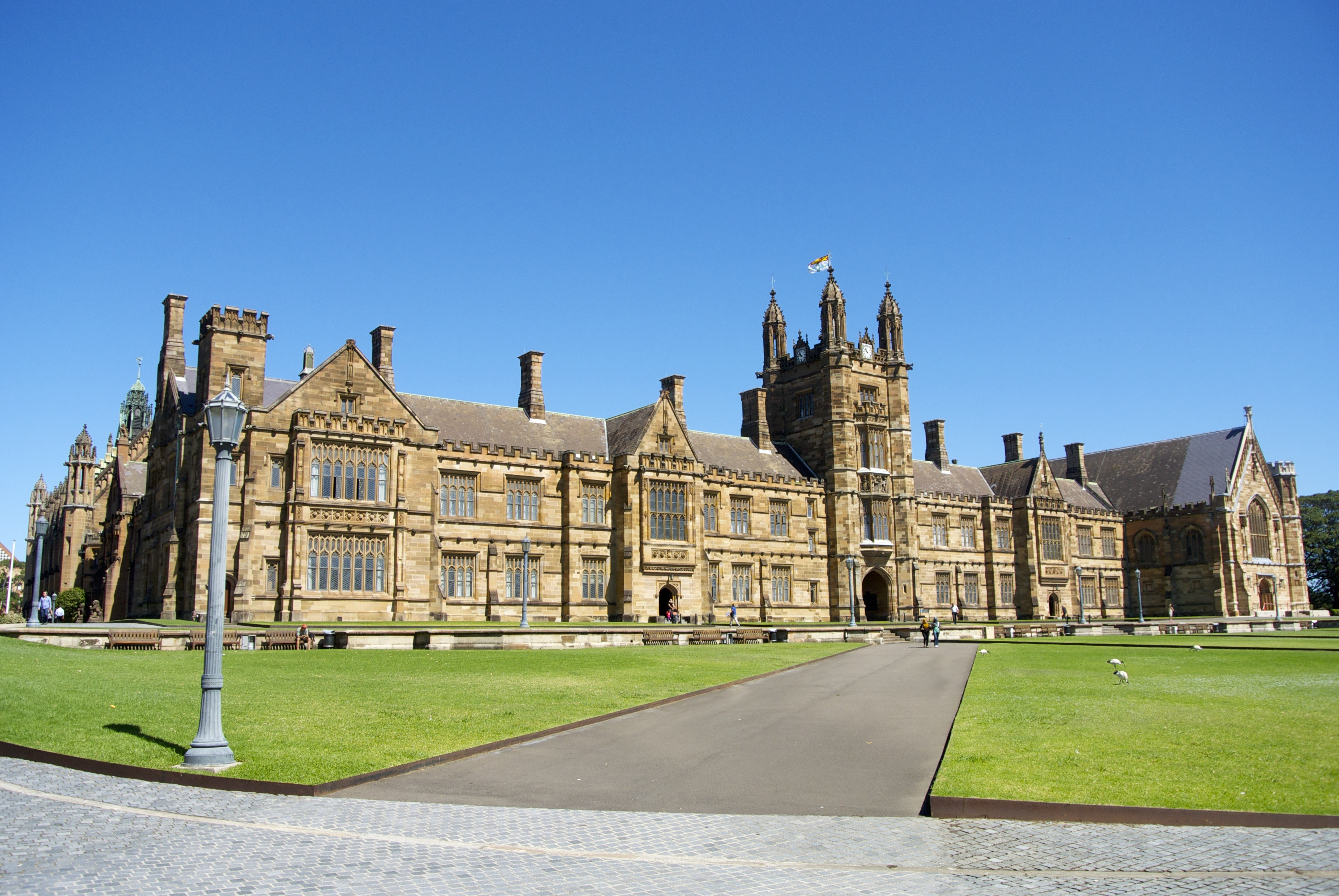
El edificio Quadrangle
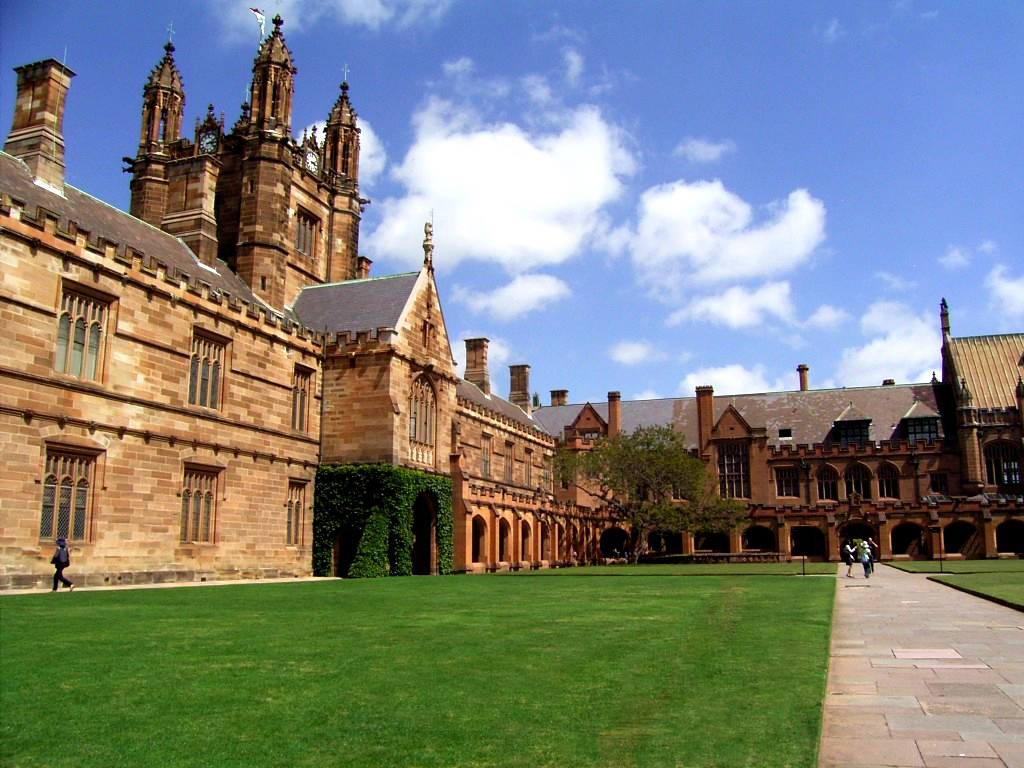
Interior del Quadrangle
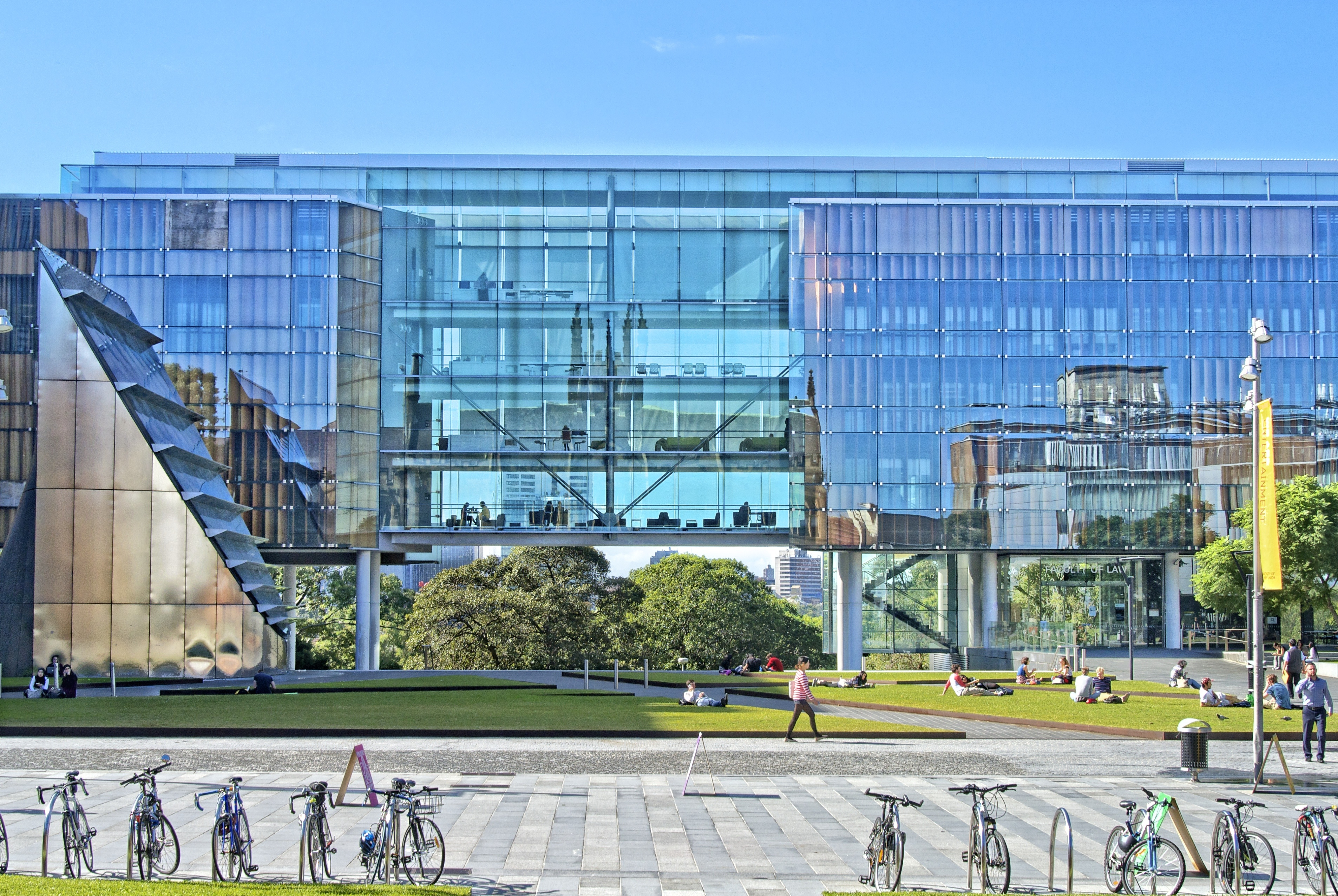
El nuevo edificio de la Facultad de Derecho
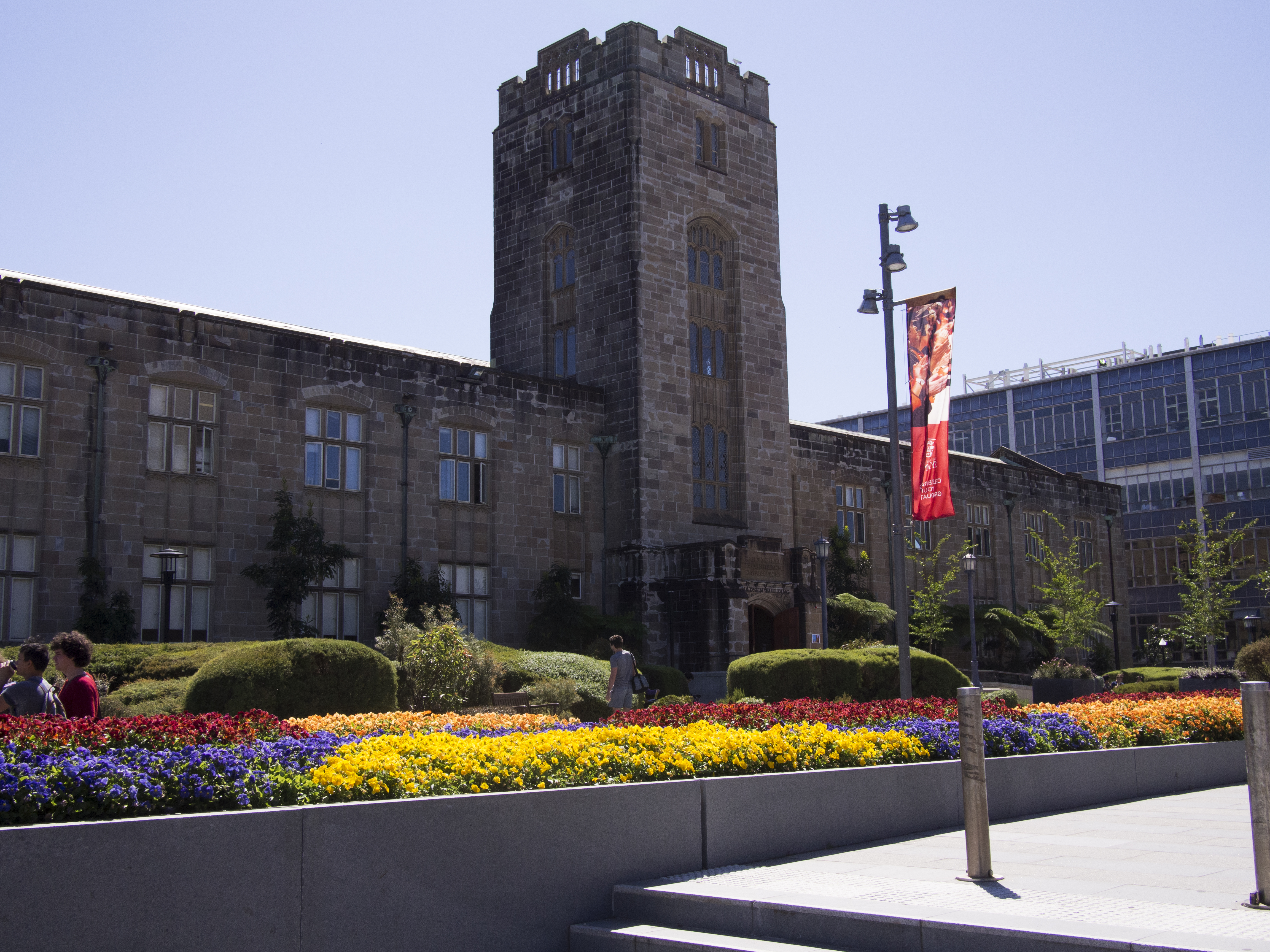
Edificio Madsen
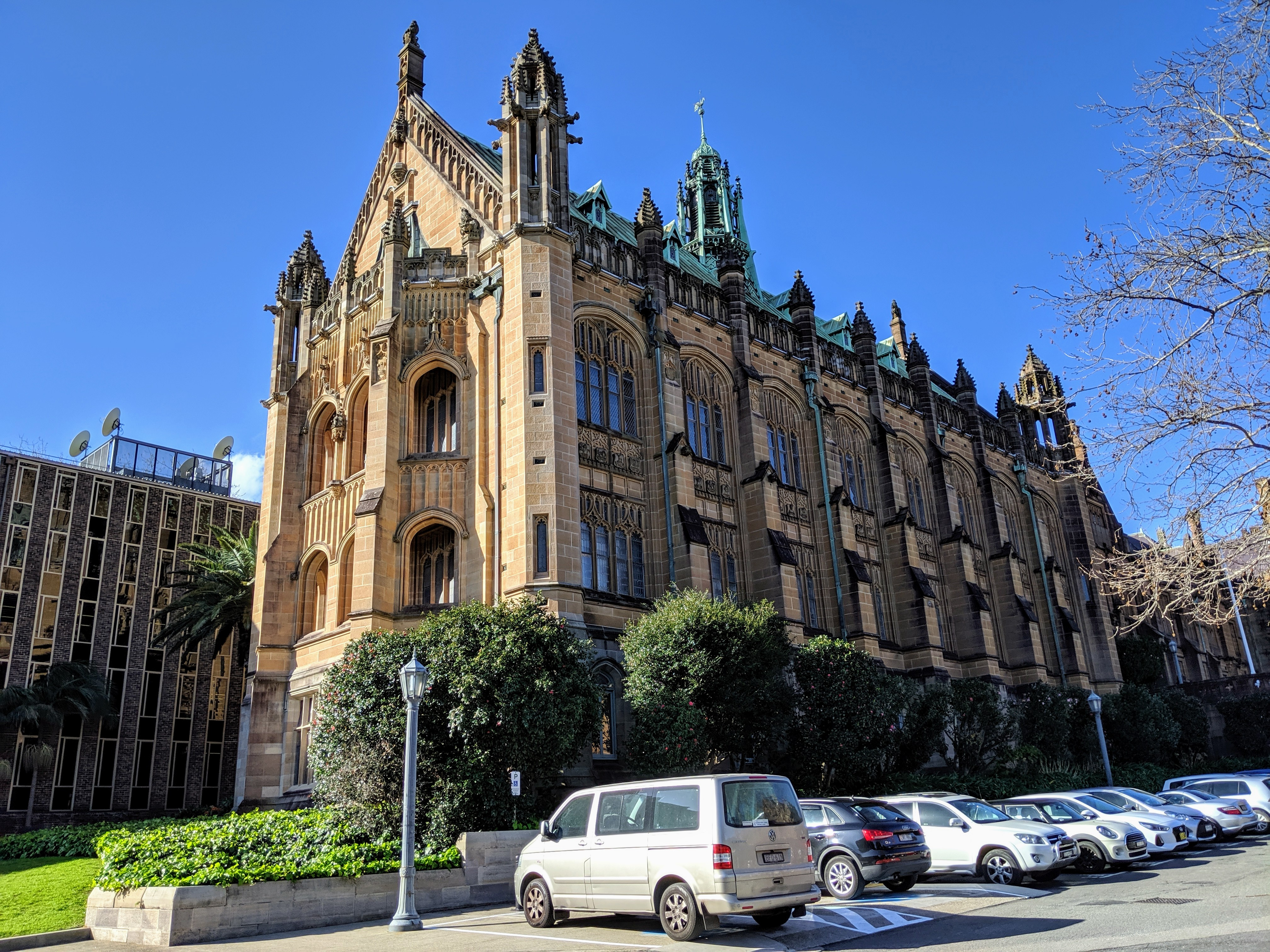
Sala MacLaurin
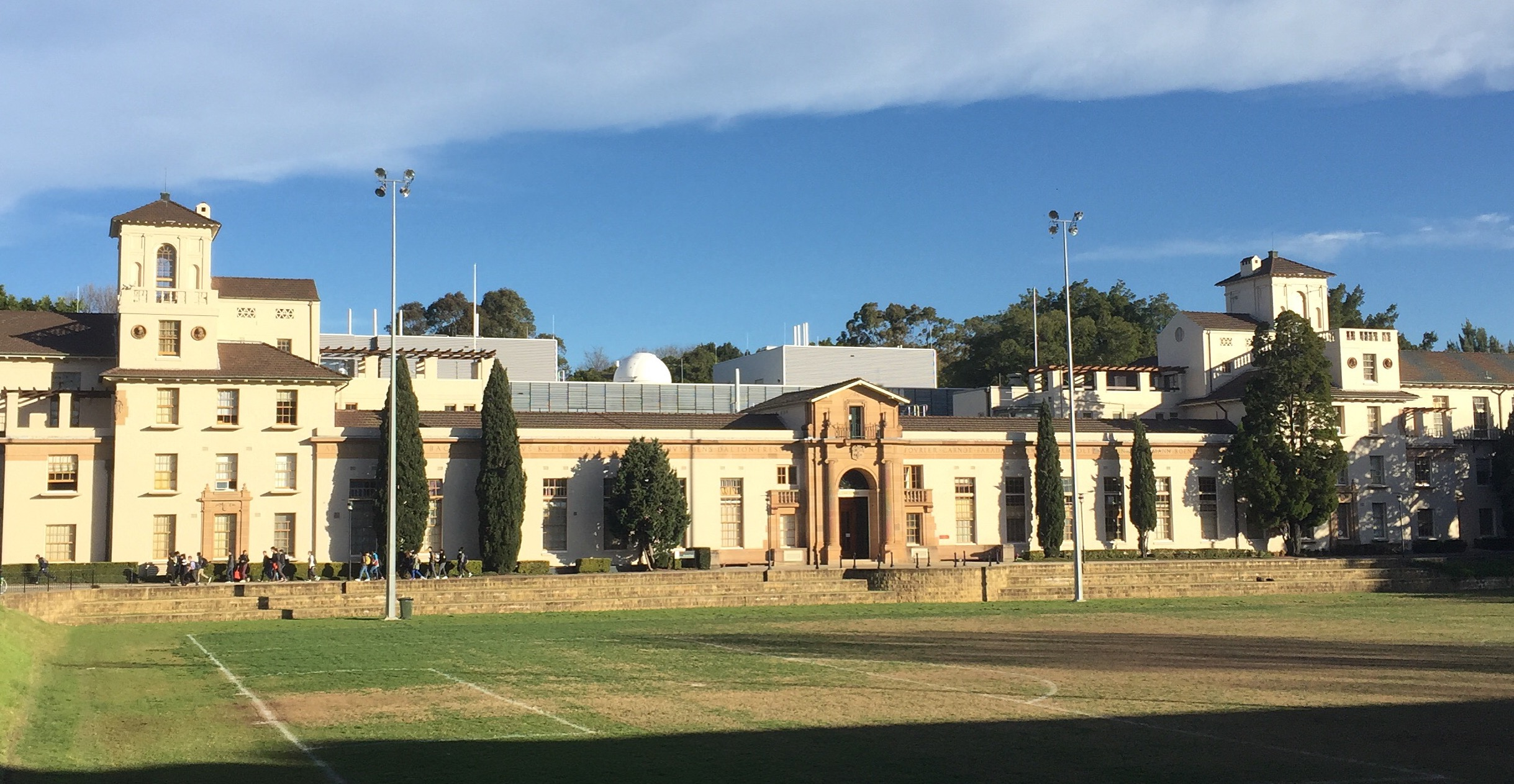
La escuela de física
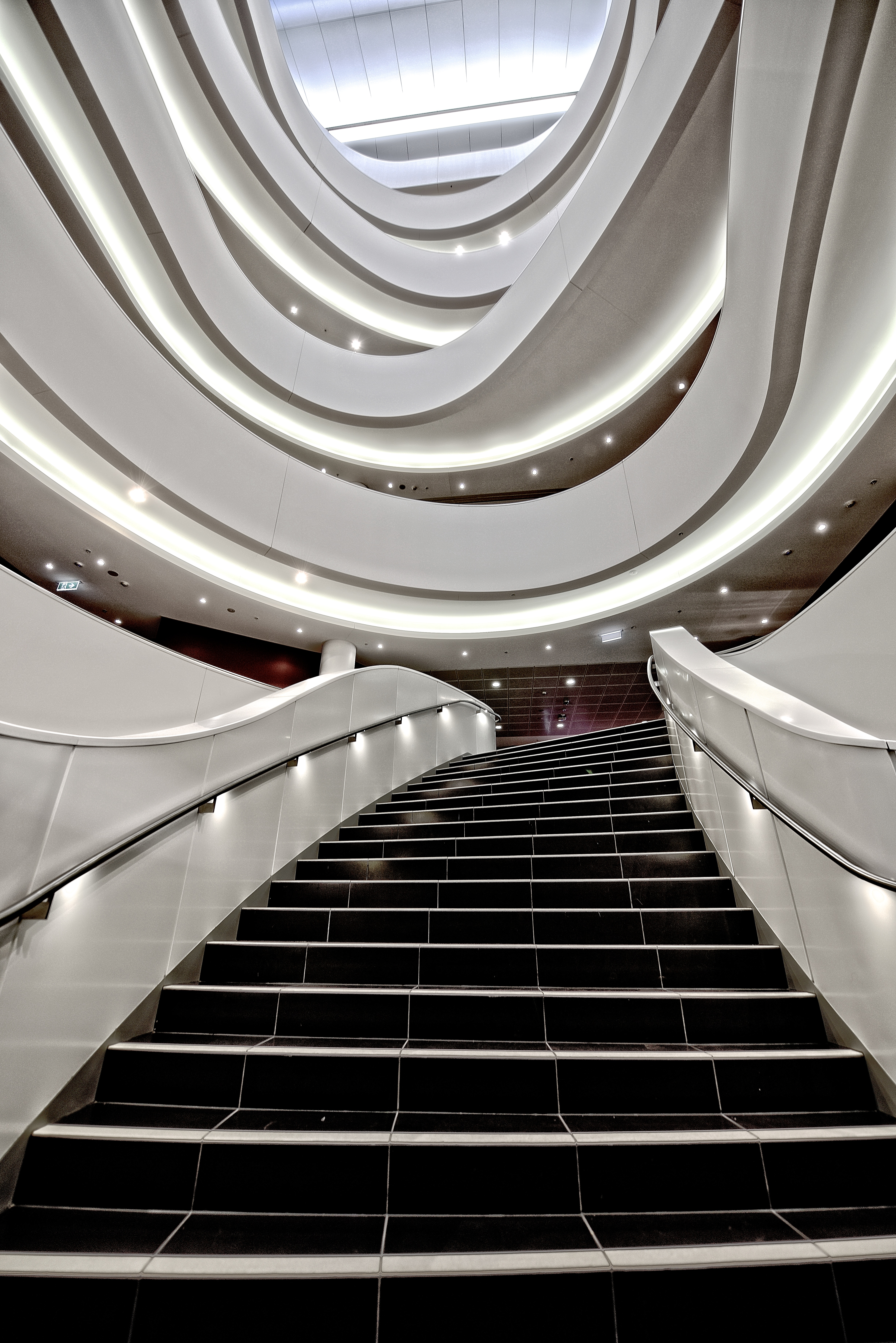
Interior del Centro Charles Perkins
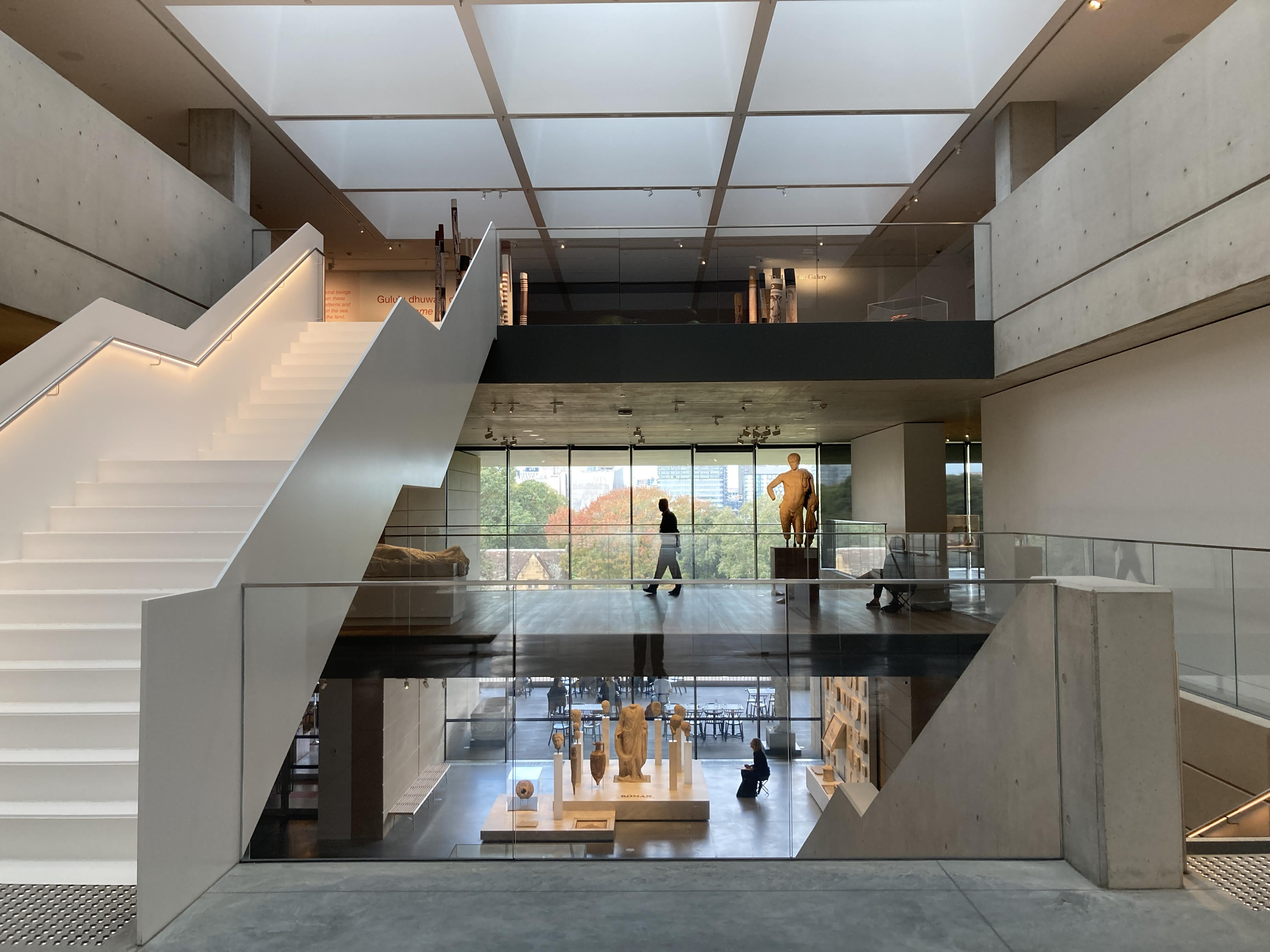
Interior del Museo Chau Chak Wing
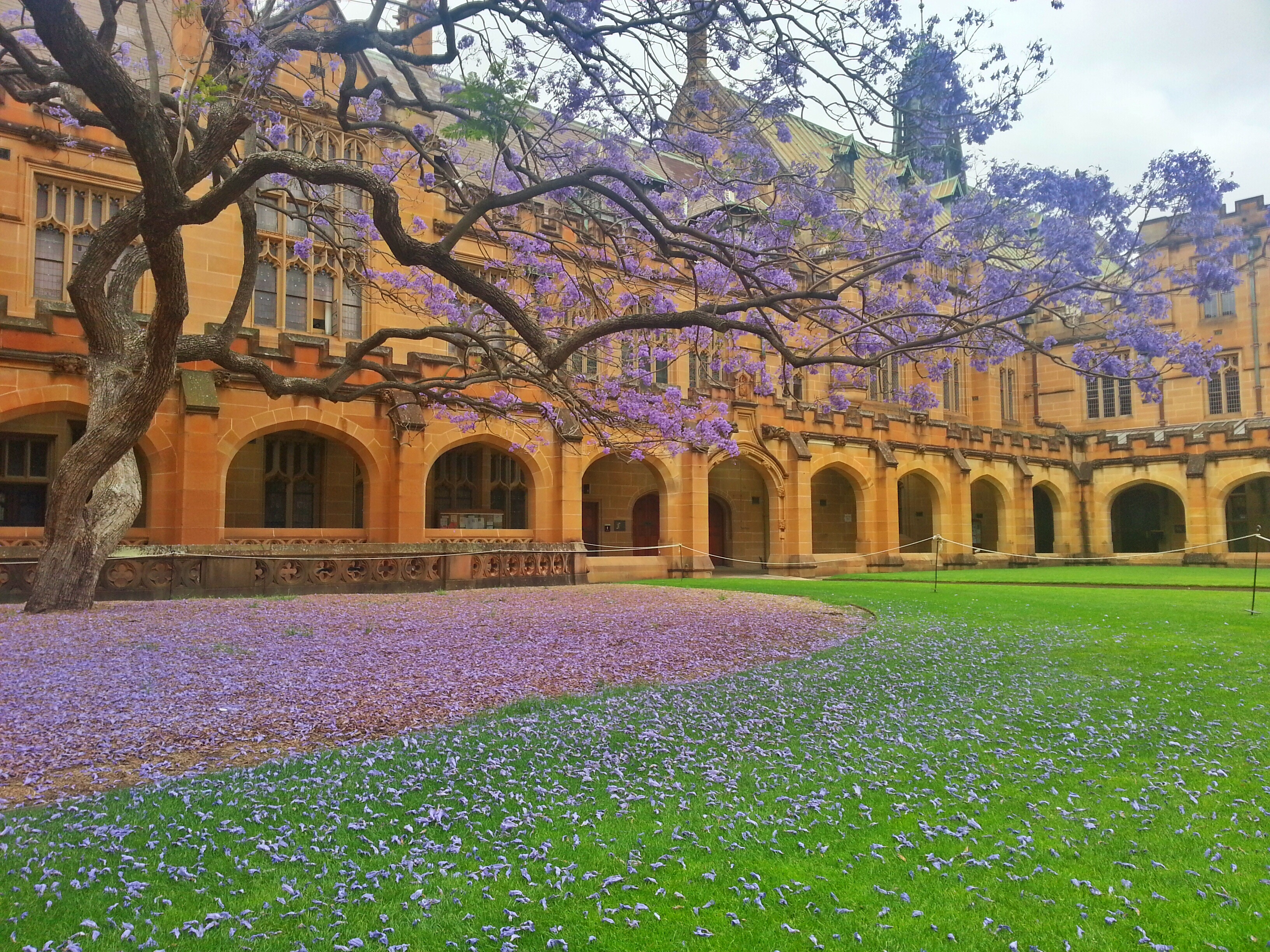
Árbol jacaranda dentro del Quadrangle

## Alumnos y profesores destacados
Entre los alumnos destacados de la universidad se incluye a 8 primeros ministros de Australia, la mayor cantidad de cualquier universidad australiana, 5 jueces presidentes del Tribunal Supremo, 4 líderes de la oposición federal, 2 gobernadores generales, 9 fiscales generales federales, 13 primeros ministros de Nueva Gales del Sur y 26 jueces del Tribunal Supremo, más que cualquier otra facultad de derecho en Australia. 
- Edmund Barton, 1.º primer ministro de Australia (entre 1901 y 1903)
- Victor Chang, cirujano australiano, pionero en trasplantes de corazón
- John Cornforth, Premio Nobel de Química del año 1975
- James Crawford, jurista australiano, juez de la Corte Internacional de Justicia entre 2015 y 2021
- John Eccles, Premio Nobel de Fisiología o Medicina del año 1963
- Herbert Evatt, jurista y político australiano
- Samuel Griffith, 1.º juez presidente del Tribunal Supremo de Australia (entre 1903 y 1919)
- John Harsanyi, Premio de Economía Conmemorativo de Alfred Nobel de 1994
- John Howard, 25.º primer ministro de Australia (entre 1996 y 2007)
- Bernard Katz, Premio Nobel de Fisiología o Medicina del año 1970
- Dolph Lundgren, famoso actor de películas de acción
- Elle Macpherson, famosa actriz y modelo
- Douglas Mawson, geólogo y explorador australiano de origen inglés
- Robert May, 59.º presidente de la Royal Society
- Clover Moore, política australiana y alcadelsa de la Ciudad de Sídney desde 2004
- Ruby Payne-Scott, radioastrónoma australiana, pionera en radioastronomía y radiofísica
- Robert Robinson, Premio Nobel de Química del año 1947
- Glenn Stevens, Gobernador del Banco de la Reserva de Australia entre 2006 y 2016
- Gough Whitlam, 21.º primer ministro de Australia (entre 1972 y 1975)
- James Wolfensohn, 9.º presidente del Banco Mundial entre 1995 y 2005